# Parque de Jigokudani
O Parque de Jigokudani (地獄谷野猿公苑 Jigokudani Yaen Kōen)  está localizado em Yamanouchi, Prefeitura de Nagano, Japão, a cerca de 3,5 horas de Tóquio. Faz parte do Parque Nacional Joshinetsu Kogen (localmente conhecido como Shigakogen), e está localizado no vale do rio Yokoyu, na parte norte da província. O nome Jigokudani, que significa "Vale do Inferno", deve-se ao vapor e à água fervente que borbulha de pequenas fendas no solo congelado, cercado por penhascos íngremes e florestas formidavelmente frias e hostis.
Originalmente, os macacos japoneses viviam em montanhas próximas, como Shiga Kogen, mas devido ao desenvolvimento de resorts de esqui e desmatamento na floresta na década de 1950, eles foram expulsos de seu habitat nas montanhas e desceram para assentamentos humanos, tornando-se pragas.

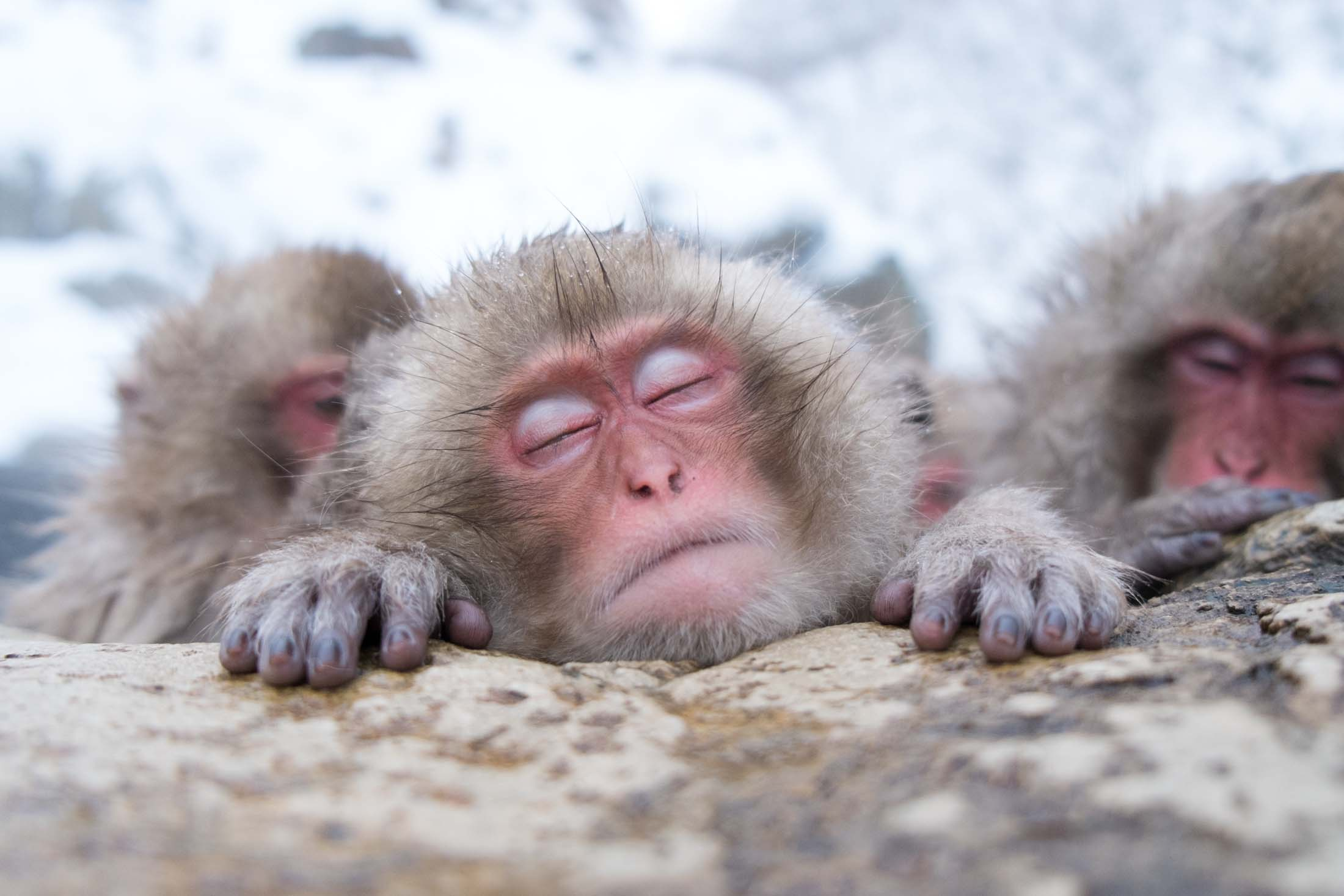
Bebê snowmonkey na fonte termal

As fortes nevascas (a neve cobre o solo durante quatro meses por ano), uma altitude de 850 m (2.800 pés) e sendo acessível apenas por uma trilha estreita de 2 km (1,2 milhas) pela floresta, mantêm-na deserta, apesar do parque ser relativamente conhecido.
É famosa por sua grande população de macacos japoneses selvagens (Macaca fuscata), mais comumente chamados de macacos da neve, que vão para o vale durante o inverno, forrageando em outras partes do parque nacional durante os meses mais quentes. Os macacos descem dos penhascos íngremes e da floresta para se sentar nas águas quentes dos onsen (fontes termais) e retornam à segurança das florestas à noite.
No entanto, como os macacos são alimentados por atendentes do parque, eles ficam na área das fontes termais durante todo o ano, e uma visita em qualquer estação do ano permitirá ao visitante observar centenas de macacos.
Jigokudani não é o norte mais distante onde os macacos vivem. A Península de Shimokita fica na parte norte da ilha de Honshu e na área noroeste desta península, latitude +41°31' longitude +140°56', aproximadamente 500 km (310 milhas) ao norte de Jigokudani é o limite norte do habitat dos macacos japoneses.
O parque de macacos Jigokudani ficou famoso depois de aparecer no documentário Baraka.

## Galeria

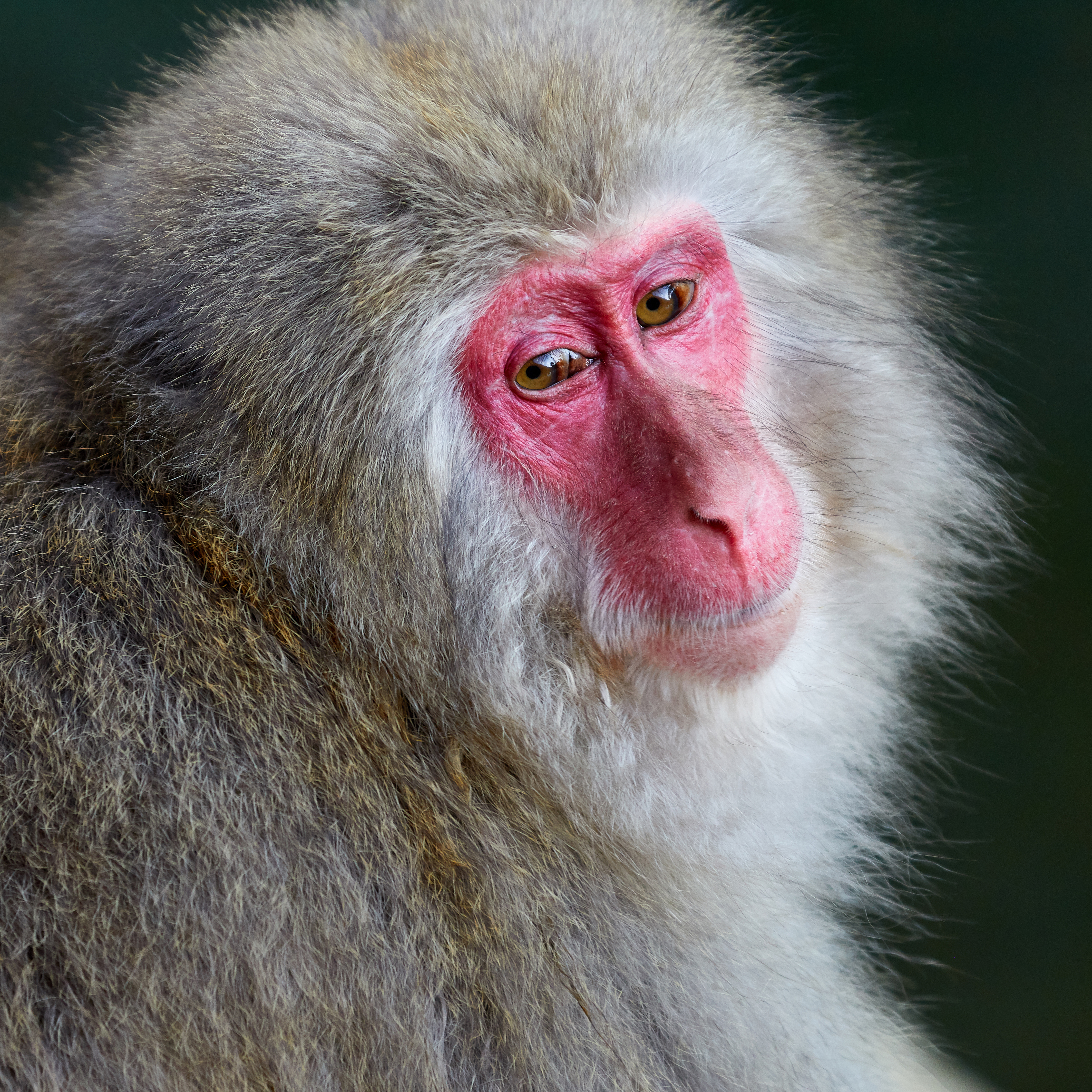
Headshot de um macaco japonês no Parque dos Macacos Jigokudani
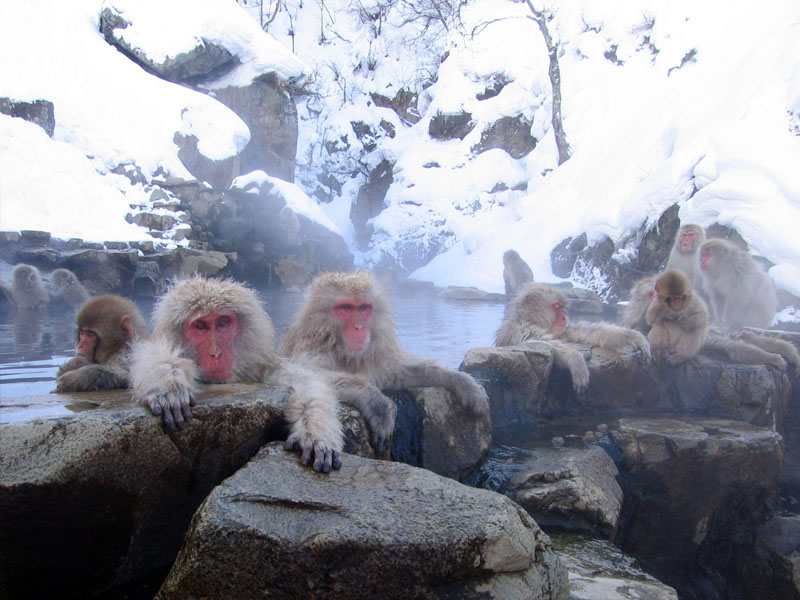
Macacos desfrutando de um onsen no Parque dos Macacos Jigokudani
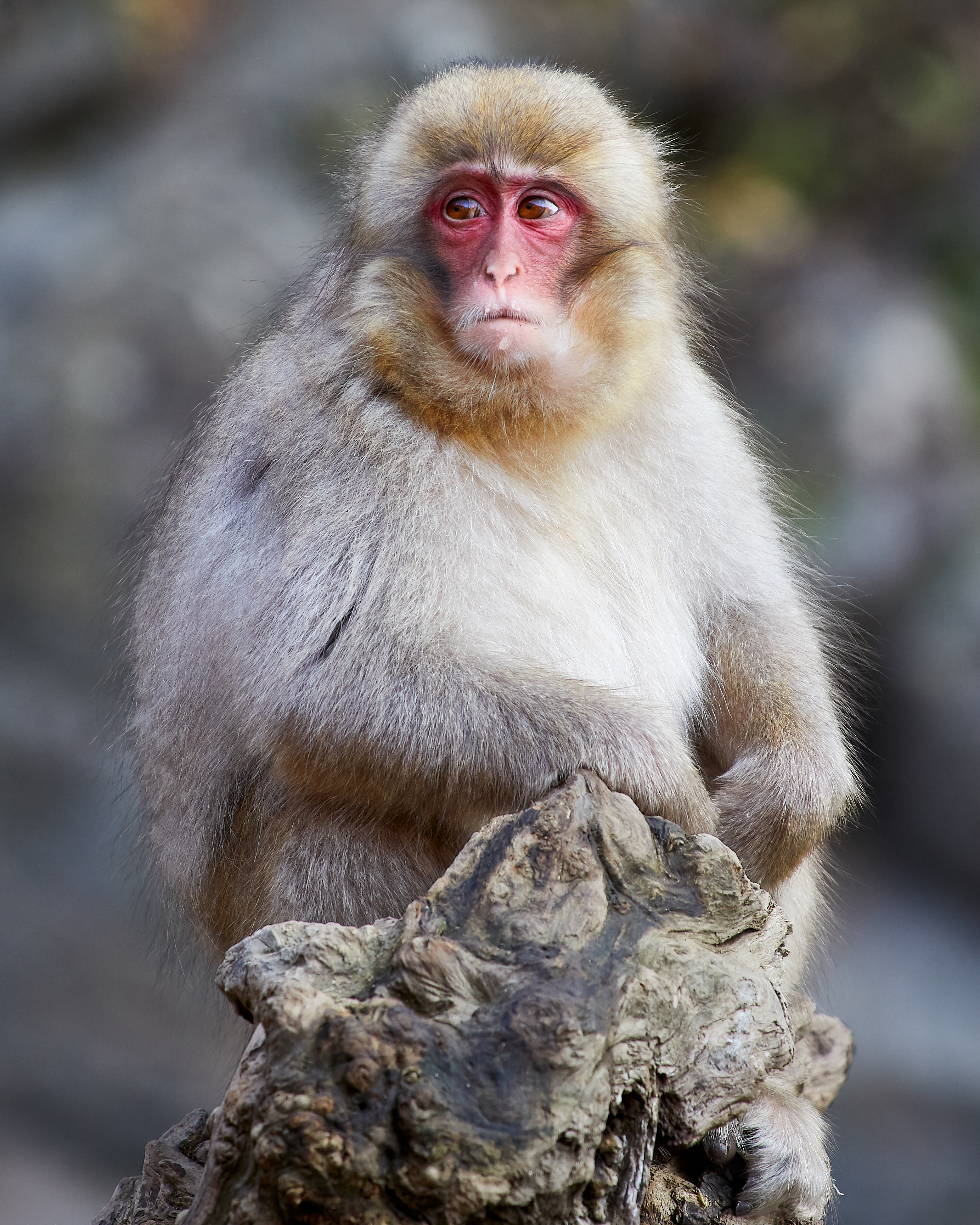
Macaco japonês novo no parque do macaco de Jigokudani
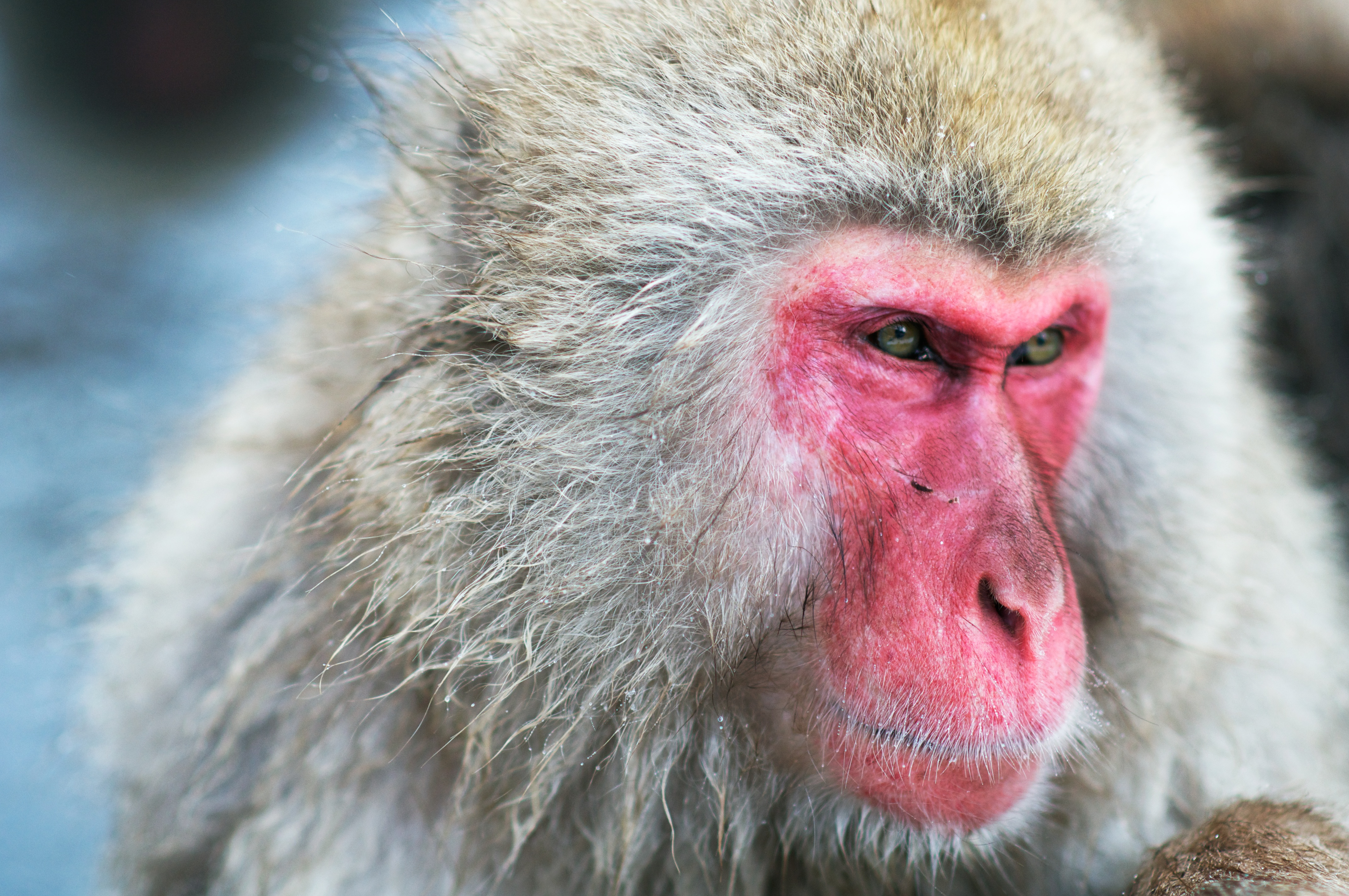
Um macho alfa no Parque dos Macacos Jigokudani
- Macacos japoneses cuidando uns dos outros (vídeo)